# جان آدامز (آهنگساز)
جان آدامز (انگلیسی: John Coolidge Adams؛ زاده ۱۵ فوریهٔ ۱۹۴۷) یک رهبر ارکستر، نوازنده کلارینت و آهنگساز سبک موسیقی کلاسیک و اپرا اهل ایالات متحده آمریکا است. او سابقه آهنگسازی برای بیش از ۶۰ کار بزرگ را دارد. قطعه معروف او «شیکر لوپس» نام دارد.